# برج تانتکس اسکای
برج تانتکس اسکای، (به انگلیسی: Tuntex Sky Tower) آسمان‌خراش ۸۵ طبقه به ارتفاع ۳۴۷ متر و مساحت زیربنای ۳۰۶٬۳۳۷ متر مربع (۳٬۲۹۷٬۳۸۴ فوت مربع)، با کاربری اداری-تجاری است، که در شهر کاوسیونگ، تایوان مستقر می‌باشد. پروژه ساخت این ساختمان در سال ۱۹۹۴ آغاز شد و در سال ۱۹۹۷ تکمیل و افتتاح گردید.

## نگارخانه

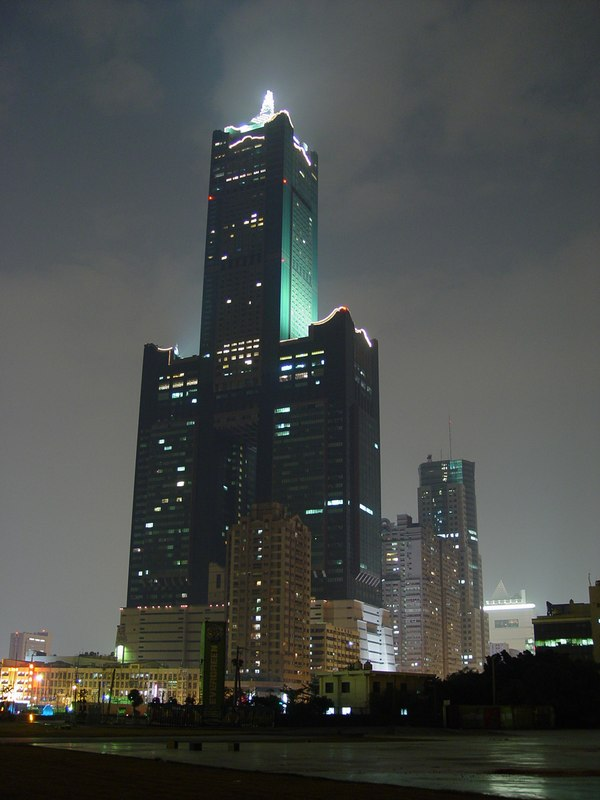
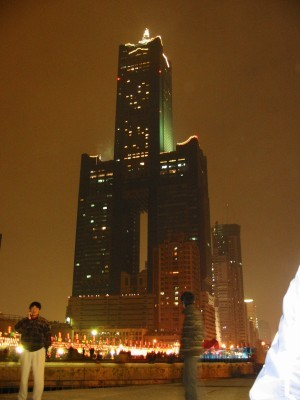